# Srednji paleolitik
Srednji paleolitik je drugo po redu razdoblje paleolitika ili starijeg kamenog doba koje se odnosi na Europu, Afriku i Aziju. Obuhvaća razdoblje od prije 300.000 do prije 30.000 godina. Postoje značajne razlike u datiranju s obzirom na različite zemljopisne regije. Slijedio ga je period gornjeg paleolitika.

## Karakteristike
- U to je doba Europom i jugozapadnom Azijom dominirao Homo neanderthalensis od 300.000 do prije 30.000 godina. Ovi su pripadnici roda homo imali povećanu kontrolu nad svojom okolinom, a došlo je do pojave simboličkog razmišljanja i ponašanja (pokapanje i ukrašavanje mrtvih). U kasnijoj fazi dolazi do pojave modernih ljudi, najstariji ostatci kojih datiraju prije 195.000 godina.[1]

- Zabilježen je razvoj novih, sofisticiranih tehnika izrade kamenog oruđa poznatih kao tehnika pripremljene jezgre koja je omogućila stvaranje kvalitetnijih krhotina. Neke od njih su se kasnije nasađivale na unaprijed pripremljene drvene drške kako bi tvorile kvalitetniji alat.[2] Standardna drvena koplja sa zašiljenim vrhom još su uvijek bila raširena u srednjem kamenom dobu.

- Lov je predstavljao glavni izvor hrane, ali su se također počeli iskorištavati različiti izvori hrane kao npr. školjke i rakovi, te se vjerojatno koristilo dimljenje i sušenje mesa kao način očuvanja namirnica.[1]. To je zahtijevalo umijeće upravljanja vatrom, a neka nalazišta ukazuju na to da se biljnim resursima upravljalo kroz selektivno spaljivanje određenih područja.[3]

- Umjetnost se prvi put razvila uz korištenje okera za bojenje tijela te prve naznake spiljskog slikarstva. Postoje dokazi o namjernom pokopu mrtvih koji ukazuje na početak religioznog ponašanja i postojanje obreda.[4][5]

- Filogenetsko razdvajanje modernih ljudi datira iz ovog razdoblja, s time da se Mitohondrijska Eva smješta u doba prije 150.000 godina, a Y-kromosomski Adam čak prije 350.000 godina (hipoteza o jedinstvenom podrijetlu).[6]

## Pećinska nalazišta srednjeg paleolitika
- Krapina, Hrvatska
- Le Moustier, Francuska - v. također Mousterianska kultura
- La Quina, Francuska
- Neanderthal, Njemačka
- Goyet, Belgija
- Spy, Belgija

## Otvorena nalazišta srednjeg paleolitika
- Rheindahlen, Njemačka
- Maastricht-Belvédère, Nizozemska
- Veldwezelt-Hezerwater, Belgija

## Vanjske poveznice
- Muzej krapinskog neandertalca  Arhivirana inačica izvorne stranice od 17. srpnja 2010. (Wayback Machine)
- Rekonstrukcija života u paleolitiku  Arhivirana inačica izvorne stranice od 14. lipnja 2017. (Wayback Machine)